# Hugo Bach (Richter)
Hugo Bach (* 14. September 1872 in Zillbach; † 16. September 1950 in Oberweimar (Thüringen)) war ein deutscher Richter.

## Leben
Als Sohn des Pfarrers und späteren Superintendenten Wilhelm Bach  besuchte Hugo Bach das Carl-Friedrich-Gymnasium Eisenach. Nach dem Abitur immatrikulierte er sich an der Universität Jena für Rechtswissenschaft. 1891/92 war er vier Semester im Corps Thuringia Jena aktiv. Er war Subsenior, Senior und „Herzog von Lichtenhain“. Als Inaktiver wechselte er an die Friedrich-Wilhelms-Universität Berlin und später an die Friedrichs-Universität Halle. Nachdem er 1896 das Referendarexamen bestanden hatte, diente er 1896/97 als Einjährig-Freiwilliger im Kaiser Franz Garde-Grenadier-Regiment Nr. 2. Bei seiner späteren Auflösung war er Major der Reserve.
Nach der Assessorprüfung war er ein Jahr bei der Staatsanwaltschaft in Gera, dann sechs Jahre als Kriegsgerichtsrat in Allenstein, Tientsien und Stettin. In den Reichskolonialdienst gewechselt, war er sechs Jahre Bezirksrichter in Keetmanshoop und – zugleich als Vertreter des Oberrichters – in Windhuk. Den Ersten Weltkrieg in Südwestafrika machte er als Kompanieführer der Schutztruppe für Südwestafrika mit. Schließlich war er Kaiserlicher Oberrichter von Deutsch-Südwestafrika, seit 1920 als Geheimer Justizrat. Durch die deutsche Presse ging damals eine „eindrucksvolle Schilderung, mit welcher Geduld und Geistesgegenwart er einen wilden Attentäter [auf den Farmer Karl Langkopp] überwunden hatte“. Nach kurzer Tätigkeit beim Reichskommissar für Auslandsfragen kam er 1921 zum Reichsentschädigungsamt für Kriegsschäden, erst als Abteilungsleiter, dann als Direktor und schließlich als ständiger Vertreter des Präsidenten. Nach der Pensionierung ließ er sich als Rechtsanwalt in Berlin nieder. Ende 1943 ausgebombt, zog er nach Tirol und dann zu seiner Schwester Martha verh. Meyer in Oberweimar. In der Nachkriegszeit war er noch fast fünf Jahre Richter am Landgericht Weimar. Er war Ehrenmitglied seines Corps.
1901 hatte Bach Amalie Lüdde, geheiratet. Sie starb vor ihm. Die beiden Töchter und zwei Enkelsöhne kehrten nach Südwestafrika zurück. Nach einem Schlaganfall im Frühjahr 1950 erlag er dem zweiten ein halbes Jahr später.